# واصف الحلبي
واصف الحلبي هو ممثل سوري ومؤدي صوتي، خريج المعهد العالي للفنون المسرحية قسم التمثيل عام 1981م، وعضو في نقابة الفنانين في سوريا، شارك في عشرات الأعمال الدرامية تمثيلاً وعشرات المسلسلات المدبلجة 

## أعماله

### في الدراما
- مسلسل شوارع الشام العتيقة
- مسلسل ابن قزمان بدور الليلكي[2]
- مسلسل قمر بني هاشم
- مسلسل خالد بن الوليد
- مسلسل سقف العالم
- مسلسل المتنبي قاهر الذل
- مسلسل نوادر وحكايا
- مسلسل الطارق
- مسلسل آخر الفرسان
- مسلسل المقامات الصحراوية
- مسلسل الذئب
- مسلسل الراية والغيث
- مسلسل خفايا الليل
- مسلسل الثعبان
- مسلسل دموع الأصايل
- مسلسل حزم الضامي
- مسلسل الخيوط الخفية[3]
- مسلسل الأمير النبيل
- مسلسل الحصرم الشامي[4]
- تمثيلية الربح السريع [5]
- فلم شيء ما يحترق
- فلم آه يا بحر
- فلم الطحين الأسود
- مسلسل إذاعي: صمت القلوب[6]
- مسلسل إذاعي: ظواهر مدهشة في تاريخ الحضارة[7]
- مسلسل إذاعي: صخرة المينا[8]

### في الدوبلاج
- قيامة أرطغرل شخصية ابن العربي
- فيلينتا
- المحقق كونان
- القناص
- فلة والأقزام السبعة
- رحلات غوليفر شخصية غوليفر
- دراغون بول زد